# Ankus Marcjusz
Ankus Marcjusz, Ancus Marcius – legendarny czwarty władca Rzymu (642 p.n.e.-617 p.n.e.), wnuk Numy Pompiliusza.
Zdobył kilka miast w okolicach Rzymu i zwiększył liczebność obywateli rzymskich (burząc zdobyte miasta i przenosząc ludność do stolicy). Państwo rzymskie w jego czasach rozszerzyło się na zachód i dotarło do morza, gdzie założono w ujściu Tybru miasto-port Ostię. Walczył zwycięsko z Latynami, których część osiedlił na Awentynie (późniejsi plebejusze). Zagrożony przez Etrusków, umocnił wzgórze Janikulum. Ankus Marcjusz wybudował pierwszy most na Tybrze – Pons Sublicius (w 621 r. p.n.e.), pod Kapitolem zaś pierwsze więzienie. Skodyfikował rzymskie obrzędy religijne i utworzył kapłańskie kolegium fecjałów (fetiales).
Następcą Ankusa był Tarkwiniusz Stary.